# 周思齊
周思齊（1981年10月26日—），為台灣阿美族退役職業棒球選手，暱稱「周董」，也有「中職劉德華」及因為2013年世界棒球經典賽的好表現所得之「亞洲選球王」的稱號。周思齊在球員時期效力於誠泰COBRAS、米迪亞暴龍及中信兄弟等球團，守備位置為左外野手，曾兼任助理教練。

## 早年
周思齊出生於花蓮縣光復鄉。
- 花蓮縣立光復國民小學足球隊
- 花蓮縣立光復國民小學少棒隊
- 花蓮縣立光復國民中學青少棒隊
- 高雄縣高苑工商青棒隊
- 天主教輔仁大學棒球隊（中興保全）

天主教輔仁大學體育學系畢業，國立臺灣師範大學臺灣史研究所研究生。

## 職業生涯
2008年10月米迪亞暴龍遭聯盟除名，於特別選秀會第三輪被兄弟象隊挑走，在2009年到2011年的三個球季，和隊友彭政閔和陳冠任共同組成「黃金新三劍客」，成為關鍵致勝的組合打線。
2012年以0.365/0.462/0.587優異的打擊三圍獲選年度最有價值球員。2013年11月5日，決定成為自由球員，成為中職史上第4位行使自由球員（FA）權利的球員。隔年1月28日，中信兄弟宣佈以5年總值3,240萬複數年合約留下周思齊。周思齊在2013年的月薪為28萬，隔年漲幅61%來到45萬，至2018年時最高月薪達65萬元。
2024年9月21日中信兄弟「The Last Together周思齊引退」主題週活動，賽後找來天團五月天演出，共同締造了臺北大巨蛋首次滿座的紀錄，熱愛棒球的五月天首次在大巨蛋表演，在歌單上也精心編排，融合棒球賽特有的應援曲，並與球迷全場大合唱〈OAOA〉、〈離開地球表面〉等歌曲，讓現場氣氛沸騰。 周思齊在9月22日與味全龍於台北大巨蛋比賽後引退。周思齊的引退，也代表曾效力過誠泰COBRAS的球員全部引退。

## 近期活動
周思齊近年回饋故鄉的基層棒球，成立「球芽基金」、周思齊培育基層棒球人才獎助學金，希望能培育更多棒球人才。
周思齊也在2018年當選並擔任中華職棒球員工會理事長，他的前一任理事長是胡金龍，下一任理事長則是陳傑憲。

## 成棒國手經歷
- 2001年亞洲棒球錦標賽中華隊
- 2012年亞洲棒球錦標賽中華隊
- 2013年世界棒球經典賽資格賽中華隊
- 2013年世界棒球經典賽中華隊

## 特殊事蹟
2008年黑米事件過後，與郭銘仁成為唯二參加中華職棒十九年頒獎典禮的米迪亞暴龍球員。由於該年經歷黑米事件，歷經被檢察官訊問，清白一度遭到質疑，因此發表得獎感言時一度哽咽 （页面存档备份，存于）。
2012年3月17日，中華職棒二十三年開幕戰，在天母棒球場，於該場比賽第一個打席對統一7-ELEVEn獅投手強納森J.L擊出一壘安打，為生涯第600支安打。
2012年4月25日，在新竹棒球場對戰興農牛，六局下半從沈鈺傑手中擊出滿貫全壘打，為生涯第三支滿貫砲。
2012年4月29日，在天母棒球場對戰統一7-ELEVEn獅，面對對方先發投手陳逸宸擊出兩支全壘打，為生涯第二場單場雙響砲的比賽。
2012年6月3日，在新竹棒球場對戰統一7-ELEVEn獅，二局上半面對投手廖文揚擊出二壘安打，帶有一分打點，達成職棒生涯300分打點。
2012年7月19日，在台南市立棒球場對戰統一7-ELEVEn獅，單場三安包括一支全壘打，打進個人新高的六分打點，獲得單場最有價值球員。六局上半面對高建三擊出全壘打，生涯壘打數也達成1,000，聯盟史上第30人達成。
2012年9月22日，在天母棒球場對戰Lamigo桃猿，一局下半面對曾兆豪擊出兩分全壘打，為該季第20支全壘打，為隊史第六人達成單季20轟以上的球員，本土球員第三人。
2013年4月13日，在天母棒球場對戰Lamigo桃猿，九局下半雙方0比0僵局，一出局一二壘有跑者的情況下，面對謝長融擊出左外野方向安打，為生涯首支再見安打，幫助球隊1比0獲勝，終止象隊五連敗。
2013年7月11日，在桃園國際棒球場對戰Lamigo桃猿，八局上半發動盜壘，由一壘盜上二壘成功，達成中華職棒史上第一萬次盜壘成功。
2015年4月26日，在桃園國際棒球場對戰Lamigo桃猿七局上半，擊出左外野方向安打，達成職棒生涯1,000安打，是中華職棒史上第15位。
2015年6月4日，於新竹棒球場對戰Lamigo桃猿曾孟承擊出生涯首支再見全壘打，即是一支滿貫全壘打。
2017年6月29日，在洲際棒球場對戰Lamigo桃猿林樺慶擊出生涯第100支全壘打。
2018年8月2日，在桃園國際棒球場對戰Lamigo桃猿，分別三局上從林樺慶擊出右外野方向陽春全壘打，八局上從黃偉晟擊出右外野方向陽春全壘打，九局上從林國裕擊出右外野方向陽春全壘打，為中華職棒史上第29次三響砲，達成職棒生涯700分得分，是中華職棒史上第27位。
批踢踢鄉民給周思齊起「甩恩齋」外號，本人以此綽號為出發，開發以「甩」為主的一系列商品。
2020年6月13日，在桃園國際棒球場對戰樂天桃猿九局上半，從對方後援投手王躍霖手中擊出左外野方向二壘安打，達成職棒生涯第300支二壘安打。
2020年7月31日，在洲際主場面對富邦悍將五局下面對先發投手伍鐸打出了二壘打，達成職棒生涯第1,600支安打，並於九局下面對於平手局面從終結者陳鴻文手中敲出再見安打，助球隊以4:3險勝。
2020年10月4日，在新莊棒球場對戰富邦悍將八局上半，從對方後援投手林羿豪手中擊出追平全壘打，創下達成單季20支全壘打球員中最年長紀錄。
2021年11月10日，在臺南市立棒球場台南棒球場對戰統一7-ELEVEn獅，擊出生涯1,700支安打，為聯盟第5人。
2024年6月16日，在台北大巨蛋對戰統一7-ELEVEn獅，八局下半面對投手布雷克敲出安打後盜壘成功，成為聯盟歷史上第9位達成千安、百轟、百盜的球員。

## 生涯成績
- (粗黑體字為該年度最佳或最高成績）

| 年度 | 球隊       | 出賽  | 打數  | 安打  | 全壘打 | 打點 | 盜壘 | 被三振 | 四死 | 壘打數 | 雙殺打 | 打擊率 | 上壘率 | 長打率 | 整體攻擊指數 |
| ---- | ---------- | ----- | ----- | ----- | ------ | ---- | ---- | ------ | ---- | ------ | ------ | ------ | ------ | ------ | ------------ |
| 2005 | 誠泰COBRAS | 12    | 19    | 5     | 0      | 0    | 0    | 7      | 0    | 6      | 0      | 0.263  | 0.263  | 0.316  | 0.579        |
| 2006 | 誠泰COBRAS | 55    | 146   | 34    | 1      | 15   | 7    | 17     | 9    | 44     | 2      | 0.233  | 0.276  | 0.301  | 0.577        |
| 2007 | 誠泰COBRAS | 92    | 221   | 68    | 7      | 34   | 5    | 41     | 24   | 105    | 8      | 0.308  | 0.372  | 0.475  | 0.847        |
| 2008 | 米迪亞暴龍 | 85    | 336   | 111   | 4      | 34   | 12   | 56     | 37   | 157    | 5      | 0.330  | 0.394  | 0.467  | 0.861        |
| 2009 | 兄弟象     | 96    | 354   | 110   | 5      | 49   | 3    | 55     | 42   | 152    | 6      | 0.311  | 0.381  | 0.429  | 0.810        |
| 2010 | 兄弟象     | 120   | 456   | 136   | 4      | 56   | 5    | 65     | 40   | 185    | 6      | 0.298  | 0.353  | 0.406  | 0.759        |
| 2011 | 兄弟象     | 120   | 447   | 135   | 7      | 88   | 5    | 77     | 53   | 205    | 5      | 0.302  | 0.368  | 0.459  | 0.827        |
| 2012 | 兄弟象     | 118   | 433   | 158   | 21     | 91   | 4    | 56     | 80   | 254    | 10     | 0.365  | 0.462  | 0.587  | 1.049        |
| 2013 | 兄弟象     | 105   | 399   | 126   | 8      | 54   | 6    | 57     | 40   | 180    | 12     | 0.316  | 0.373  | 0.451  | 0.824        |
| 2014 | 中信兄弟   | 102   | 332   | 92    | 4      | 42   | 6    | 56     | 41   | 121    | 4      | 0.277  | 0.354  | 0.364  | 0.718        |
| 2015 | 中信兄弟   | 109   | 413   | 144   | 15     | 79   | 11   | 68     | 50   | 218    | 7      | 0.349  | 0.414  | 0.528  | 0.942        |
| 2016 | 中信兄弟   | 114   | 409   | 140   | 17     | 103  | 6    | 56     | 70   | 227    | 11     | 0.342  | 0.428  | 0.555  | 0.983        |
| 2017 | 中信兄弟   | 107   | 387   | 117   | 8      | 52   | 9    | 38     | 55   | 158    | 12     | 0.302  | 0.386  | 0.408  | 0.794        |
| 2018 | 中信兄弟   | 110   | 394   | 120   | 11     | 64   | 2    | 60     | 35   | 178    | 6      | 0.305  | 0.359  | 0.452  | 0.811        |
| 2019 | 中信兄弟   | 83    | 190   | 49    | 6      | 33   | 3    | 28     | 17   | 78     | 5      | 0.258  | 0.313  | 0.411  | 0.724        |
| 2020 | 中信兄弟   | 106   | 355   | 115   | 22     | 81   | 6    | 66     | 38   | 209    | 4      | 0.324  | 0.386  | 0.589  | 0.975        |
| 2021 | 中信兄弟   | 69    | 193   | 44    | 2      | 22   | 2    | 32     | 16   | 60     | 4      | 0.228  | 0.284  | 0.311  | 0.595        |
| 2022 | 中信兄弟   | 53    | 149   | 35    | 1      | 31   | 3    | 19     | 10   | 52     | 4      | 0.235  | 0.278  | 0.349  | 0.627        |
| 2023 | 中信兄弟   | 82    | 228   | 62    | 1      | 19   | 3    | 23     | 25   | 74     | 6      | 0.272  | 0.341  | 0.325  | 0.666        |
| 2024 | 中信兄弟   | 24    | 23    | 4     | 0      | 1    | 2    | 4      | 7    | 5      | 0      | 0.174  | 0.367  | 0.217  | 0.584        |
| 合計 | 20年       | 1,762 | 5,884 | 1,805 | 144    | 948  | 100  | 881    | 689  | 2,668  | 117    | 0.307  | 0.375  | 0.453  | 0.828        |

## 腳註
1. ↑  中華職棒規定，行使自由球員權利必須打滿9個球季即可申請。
2. ↑  前三位為彭政閔、潘威倫、陽建福，不過最後都選擇待在原球隊，直到2016年才有林智勝成功轉隊的案例。

## 外部連結
- 周思齊在台灣棒球維基館上的頁面（繁體中文）
- 周思齊在中華職棒官網
- 周思齊在Baseball-Reference.com（小聯盟以及海外聯盟）（英语）
- 周思齊的Facebook專頁
- 周思齊的Instagram帳戶

| 獎項          | 獎項                                            | 獎項                 |
| ------------- | ----------------------------------------------- | -------------------- |
| 前任： 林泓育 | 中華職棒年度最有價值球員 2012年                 | 繼任： 林益全        |
| 前任： 劉芙豪 | 中華職棒最佳十人獎(外野手) 2008年-2009年 2012年 | 繼任： 劉芙豪 張建銘 |
| 前任： 胡金龍 | 中華職棒最佳十人獎(指定打擊) 2020年             | 繼任： 現任          |

| 體育角色      | 體育角色                                     | 體育角色      |
| ------------- | -------------------------------------------- | ------------- |
| 前任： 胡金龍 | 台北市職業棒球員工會理事長 2018年－2022年1月 | 繼任： 陳傑憲 |